# グレイシー・ゴールド
グレース・エリザベス・"グレイシー"・ゴールド（英語: Grace Elizabeth "Gracie" Gold, 1995年8月17日 - ）は、アメリカ合衆国ニュートン出身のフィギュアスケート選手（女子シングル）。
Goldはドイツ語で「ゴルト」と読み、ドイツでは「Goldman」「Goldberg」「Goldwich」などと並びかなり一般的な姓である。
2014年ソチオリンピック団体戦銅メダリスト。2014年、2016年全米選手権優勝。

## 人物
7歳でスケートを始めた。カーリーという名前の二卵性双生児の妹がおり、彼女もフィギュアスケート選手である。
キム・ヨナのファンであることをインスタグラムで公言している。また、幼い頃からミシェル・クワンが永遠の憧れであると語っている。
2016年には、日本のテレビドラマ『せいせいするほど、愛してる』に本人役で出演した。

## 技術
5種類の3回転ジャンプを跳ぶことができる。
3回転-3回転のコンビネーションジャンプは3回転ルッツ-3回転トウループを跳ぶことができる。その一方で、フリップは比較的苦手で、エッジエラー判定を受けることが多い。

## 経歴
2011-2012シーズン、初参戦となったジュニアグランプリシリーズのJGPタリン杯で優勝。2012年に行われた全米選手権ジュニアクラスでも優勝する。世界ジュニア選手権では初出場で2位に入った。その成績から国別対抗戦のメンバーに選出され、初めてシニアクラスで試合に出場することとなった。
2012-2013シーズン、グランプリシリーズに参戦。スケートカナダでは7位に留まったが、ロステレコム杯では銀メダルを獲得した。全米選手権ではSP9位と出遅れるが、FSでは会心の演技を披露し1位、総合では2位に順位を上げ四大陸選手権と世界選手権の代表に選出された。
2013-2014シーズン、アレクサンドル・オーリアシェフとの師弟関係を解消した。その後ミシガン州のカントンでマリナ・ズエワとオレグ・エプスタインの元で3週間の間練習した後、カリフォルニア州のロサンゼルスに移りフランク・キャロルとトライアウトを行った。USインターナショナルクラシックでは非公式練習時にスケート靴のかかとのネジが外れるトラブルに見舞われたが、前年と同じく2位になった。その後正式に、フランク・キャロルをコーチに迎えた。全米選手権では初優勝。ソチオリンピックの団体戦ではFSに進出し自己ベストを更新し2位。アメリカの銅メダル獲得に貢献した。個人戦のFSで3回転フリップを転倒しながらも自己ベストを更新し、4位入賞を果たした。世界選手権のSPでは初の70点台を出し5位につけるも、ジャンプの失敗により順位を上げることはできなかった。
2014-2015シーズン、スケートアメリカで3位、NHKではグランプリシリーズ初優勝を果たす。しかし、
左足の疲労骨折によりグランプリファイナルへの出場は見送った。全米選手権では2位。世界選手権ではSPでコンビネーションジャンプを跳ぶことができず8位と出遅れた。FSでは2位で総合では自己最高の4位へと順位を上げた。
2015-2016シーズン、スケートアメリカで2位、エリック・ボンパール杯でSP1位（当大会はFSが中止となったため、SPのみの大会となった）となりグランプリファイナルに進出するも5位に留まった。全米選手権ではSPで3回転ルッツが1回転になるミスを犯し、1位のポリーナ・エドモンズに7.69の差をつけられた。最終滑走のFSでは1つのマイナス評価もない完璧な演技で逆転し、2年ぶり2度目の優勝を果たした。世界選手権では、SPで自己ベストを更新し首位に立った。しかし、FSでは3回転ルッツの失敗が響き4位に順位を落とした。
2016-2017シーズン、スケートアメリカで5位、フランス杯で8位。全米選手権では6位となり、初めて表彰台を逃した。大会後、フランク・キャロルとの師弟関係を解消した。2月にはマリナ・ズエワとオレグ・エプスタインに師事し、ミシガン州カントンで練習することを発表した。
2017-2018シーズン、鬱病、不安障害、摂食障害のため全試合を欠場した。
2018年の春からはフランス人のヴァンサン・レステンクールと練習を始めた。
2018-2019シーズン、ロステレコム杯で試合復帰したがFSは棄権。「調子は30％程だが、これからの4年間に向け調子を上げていきたい」と語った。全米選手権も棄権し、1月25日のニューヨーク・タイムズのインタビューで、鬱病から自殺願望と闘っていたことを告白。全米フィギュアスケート協会が支援する形で摂食障害の入院治療プログラムを受けた。

## 主な戦績
| 大会/年                | 2009-10 | 2011-12 | 2012-13 | 2013-14 | 2014-15 | 2015-16 | 2016-17 | 2018-19 | 2019-20 | 2020-21 | 2021-22 | 2022-23 |
| ---------------------- | ------- | ------- | ------- | ------- | ------- | ------- | ------- | ------- | ------- | ------- | ------- | ------- |
| 冬季オリンピック       |         |         |         | 4       |         |         |         |         |         |         |         |         |
| 世界選手権             |         |         | 6       | 5       | 4       | 4       |         |         |         |         |         |         |
| 四大陸選手権           |         |         | 6       |         | 4       | 5       |         |         |         |         |         |         |
| 世界国別対抗戦         |         | T2 / P5 | T1 / P3 |         | T1 / P3 |         |         |         |         |         |         |         |
| 全米選手権             | 4 N     | 1 J     | 2       | 1       | 2       | 1       | 6       |         | 12      | 13      | 10      | 8       |
| GPファイナル           |         |         |         |         |         | 5       |         |         |         |         |         |         |
| GPスケートアメリカ     |         |         |         |         | 3       | 2       | 5       |         |         | 12      |         | 6       |
| GPフランス杯           |         |         |         |         |         | 1       | 8       |         |         |         |         |         |
| GP NHK杯               |         |         |         | 4       | 1       |         |         |         |         |         |         |         |
| GPスケートカナダ       |         |         | 7       | 3       |         |         |         |         |         |         |         |         |
| GPロステレコム杯       |         |         | 2       |         |         |         |         | 棄権    |         |         |         |         |
| CSアイスチャレンジ     |         |         |         |         |         |         |         |         |         |         |         | 9       |
| CSゴールデンスピン     |         |         |         |         |         |         | 6       |         |         |         |         |         |
| CSネーベルホルン杯     |         |         |         |         | 3       |         |         |         |         |         |         | 12      |
| USクラシック           |         |         | 2       | 2       |         |         |         |         |         |         |         |         |
| フィラデルフィアサマー |         |         |         |         |         |         |         |         |         |         |         | 3       |
| 世界Jr.選手権          |         | 2       |         |         |         |         |         |         |         |         |         |         |
| JGPタリン杯            |         | 1       |         |         |         |         |         |         |         |         |         |         |

### 詳細
| 2022-2023 シーズン    |                                                       |         |          |          |
| 開催日                | 大会名                                                | SP      | FS       | 結果     |
| 2022年10月21日 - 23日 | ISU グランプリシリーズ スケートアメリカ（ノーウッド） | 5 64.18 | 6 109.91 | 6 174.09 |

| 2021-2022 シーズン  |                                                   |         |           |           |
| 開催日              | 大会名                                            | SP      | FS        | 結果      |
| 2022年1月5日 - 10日 | 2022年 全米フィギュアスケート選手権（テネシー州） | 6 67.61 | 12 104.31 | 10 171.92 |

| 2020-2021 シーズン    |                                                      |          |          |           |
| 開催日                | 大会名                                               | SP       | FS       | 結果      |
| 2021年1月9日 - 21日   | 2021年 全米フィギュアスケート選手権（ラスベガス）    | 12 53.88 | 13 95.17 | 13 149.05 |
| 2020年10月23日 - 25日 | ISUグランプリシリーズ スケートアメリカ（ラスベガス） | 12 46.36 | 12 81.46 | 12 127.82 |

| 2019-2020 シーズン   |                                                       |          |           |           |
| 開催日               | 大会名                                                | SP       | FS        | 結果      |
| 2020年1月20日 - 26日 | 2020年 全米フィギュアスケート選手権（グリーンズボロ） | 13 54.51 | 12 107.24 | 12 161.75 |

| 2018-2019 シーズン    |                                                  |          |    |      |
| 開催日                | 大会名                                           | SP       | FS | 結果 |
| 2018年11月16日 - 18日 | ISUグランプリシリーズ ロステレコム杯（モスクワ） | 10 37.51 | -  | 棄権 |

| 2016-2017 シーズン    |                                                        |          |          |          |
| 開催日                | 大会名                                                 | SP       | FS       | 結果     |
| 2017年1月14日 - 22日  | 全米フィギュアスケート選手権（カンザスシティ）         | 5 64.85  | 9 114.77 | 6 179.62 |
| 2016年12月7日 - 10日  | ISUチャレンジャーシリーズ ゴールデンスピン（ザグレブ） | 7 54.04  | 5 104.98 | 6 159.02 |
| 2016年11月11日 - 13日 | ISUグランプリシリーズ フランス杯（パリ）               | 10 54.87 | 8 111.02 | 8 165.89 |
| 2016年10月21日 - 23日 | ISUグランプリシリーズ スケートアメリカ（シカゴ）       | 3 64.87  | 5 119.35 | 5 184.22 |

| 2015-2016 シーズン     |                                                          |         |          |          |
| 開催日                 | 大会名                                                   | SP      | FS       | 結果     |
| 2016年4月22日 - 24日   | 2016年コーセー・チームチャレンジカップ（スポケーン）     | 4 71.34 | 4 142.00 | 注       |
| 2016年3月26日 - 4月3日 | 2016年世界フィギュアスケート選手権（ボストン）           | 1 76.43 | 6 134.86 | 4 211.29 |
| 2016年2月16日 - 21日   | 2016年四大陸フィギュアスケート選手権（台北）             | 9 57.26 | 3 121.13 | 5 178.39 |
| 2016年1月15日 - 24日   | 全米フィギュアスケート選手権（セントポール）             | 2 62.50 | 1 147.96 | 1 210.46 |
| 2015年12月9日 - 13日   | 2015/2016 ISUグランプリファイナル（バルセロナ）          | 5 66.52 | 5 128.27 | 5 194.79 |
| 2015年11月13日 - 15日  | ISUグランプリシリーズ エリック・ボンパール杯（ボルドー） | 1 73.32 | 中止     | 1        |
| 2015年10月23日 - 25日  | ISUグランプリシリーズ スケートアメリカ（ミルウォーキー） | 2 65.39 | 1 137.41 | 2 202.80 |
| 2015年10月3日          | 2015年ジャパンオープン（さいたま）                       | -       | 6 114.53 | 2 団体   |

| 2014-2015 シーズン    |                                                                  |         |          |          |
| 開催日                | 大会名                                                           | SP      | FS       | 結果     |
| 2015年4月16日 - 19日  | 2015年世界フィギュアスケート国別対抗戦（東京）                   | 1 71.26 | 5 124.29 | 1 団体   |
| 2015年3月23日 - 29日  | 2015年世界フィギュアスケート選手権（上海）                       | 8 60.73 | 2 128.23 | 4 188.96 |
| 2015年2月9日 - 15日   | 2015年四大陸フィギュアスケート選手権（ソウル）                   | 2 62.67 | 5 113.91 | 4 176.58 |
| 2015年1月17日 - 25日  | 全米フィギュアスケート選手権（グリーンズボロ）                   | 2 67.02 | 2 138.52 | 2 205.54 |
| 2014年11月28日 - 30日 | ISUグランプリシリーズ NHK杯（門真）                              | 1 68.16 | 1 123.00 | 1 191.16 |
| 2014年10月24日 - 26日 | ISUグランプリシリーズ スケートアメリカ（シカゴ）                 | 3 60.81 | 3 118.57 | 3 179.38 |
| 2014年9月24日 - 27日  | ISUチャレンジャーシリーズ ネーベルホルン杯（オーベルストドルフ） | 3 61.82 | 2 120.49 | 3 182.31 |

| 2013-2014 シーズン    |                                                            |         |          |          |
| 開催日                | 大会名                                                     | SP      | FS       | 結果     |
| 2014年3月24日 - 30日  | 2014年世界フィギュアスケート選手権（さいたま）             | 5 70.31 | 7 124.27 | 5 194.58 |
| 2014年2月6日 - 22日   | ソチオリンピック（ソチ）                                   | 4 68.63 | 5 136.90 | 4 205.53 |
| 2014年2月6日 - 22日   | ソチオリンピック 団体戦（ソチ）                            | -       | 2 129.38 | 3 団体   |
| 2014年1月5日 - 12日   | 全米フィギュアスケート選手権（ボストン）                   | 1 72.12 | 1 139.57 | 1 211.69 |
| 2013年11月8日 - 10日  | ISUグランプリシリーズ NHK杯（東京）                        | 4 62.83 | 3 114.98 | 4 177.81 |
| 2013年10月25日 - 27日 | ISUグランプリシリーズ スケートカナダ（セントジョン）       | 1 69.45 | 3 117.20 | 3 186.65 |
| 2013年9月11日 - 15日  | 2013年USインターナショナルクラシック（ソルトレイクシティ） | 1 58.49 | 3 106.19 | 2 164.68 |

| 2012-2013 シーズン    |                                                            |         |          |          |
| 開催日                | 大会名                                                     | SP      | FS       | 結果     |
| 2013年4月11日 - 14日  | 2013年世界フィギュアスケート国別対抗戦（東京）             | 3 60.98 | 3 127.05 | 3 188.03 |
| 2013年3月10日 - 17日  | 2013年世界フィギュアスケート選手権（ロンドン）             | 9 58.85 | 5 125.40 | 6 184.25 |
| 2013年2月6日 - 11日   | 2013年四大陸フィギュアスケート選手権（大阪）               | 5 60.36 | 6 106.30 | 6 166.66 |
| 2013年1月20日 - 27日  | 全米フィギュアスケート選手権（オマハ）                     | 9 54.08 | 1 132.49 | 2 186.57 |
| 2012年11月9日 - 11日  | ISUグランプリシリーズ ロステレコム杯（モスクワ）           | 1 62.16 | 2 112.87 | 2 175.03 |
| 2012年10月26日 - 28日 | ISUグランプリシリーズ スケートカナダ（ウィンザー）         | 9 52.19 | 6 99.38  | 7 151.57 |
| 2012年9月12日 - 16日  | 2012年USインターナショナルクラシック（ソルトレイクシティ） | 2 59.37 | 1 111.78 | 2 171.15 |

| 2011-2012 シーズン     |                                                         |         |          |          |
| 開催日                 | 大会名                                                  | SP      | FS       | 結果     |
| 2012年4月19日 - 22日   | 2012年世界フィギュアスケート国別対抗戦（東京）          | 4 59.07 | 5 110.58 | 5 169.65 |
| 2012年2月27日 - 3月4日 | 2012年世界ジュニアフィギュアスケート選手権（ミンスク）  | 2 58.00 | 2 113.85 | 2 171.85 |
| 2012年1月22日 - 29日   | 全米フィギュアスケート選手権 ジュニアクラス（サンノゼ） | 1 60.21 | 1 118.71 | 1 178.92 |
| 2011年10月12日 - 16日  | ISUジュニアグランプリ タリン杯（タリン）                | 1 60.18 | 1 112.51 | 1 172.69 |

| 2009-2010 シーズン   |                                                           |         |         |          |
| 開催日               | 大会名                                                    | SP      | FS      | 結果     |
| 2010年1月14日 - 24日 | 全米フィギュアスケート選手権 ノービスクラス（スポケーン） | 6 38.59 | 4 85.02 | 4 123.61 |

## プログラム使用曲
| シーズン  | SP | FS | EX |
| --------- | --- | --- | --- |
| 2021-2022 | 『エデンの東』より 振付：ジェレミー・アボット                                                                                   | バレエ『ダフニスとクロエ』より 振付：ジェレミー・アボット | |
| 2020-2021 | サヴァイヴァー 曲：デスティニーズ・チャイルド 振付：ジェレミー・アボット                                                        | ウォー・イン・マイ・マインド 曲：ベス・ハート 振付：ジェレミー・アボット                                                                                                   | |
| 2018-2020 | アイ・プット・ア・スペル・オン・ユー 曲：スクリーミン・ジェイ・ホーキンズ 振付：ジェレミー・アボット                            | シー・ユースド・トゥ・ビー・マイン 曲：サラ・バレリス 振付：ジェレミー・アボット                                                                                           | |
| 2017-2018 | Assassin's Tango 映画『Mr.&Mrs. スミス』より 作曲：ジョン・パウエル 振付：ローリー・ニコル                                      | バレエ『ダフニスとクロエ』より 作曲：モーリス・ラヴェル 振付：ローリー・ニコル                                                                                             | ベスト・ミステイク 曲：アリアナ・グランデ バン・バン 曲：ジェシー・J、アリアナ・グランデ、ニッキー・ミナージュ 振付：ミーシャ・ジー   |
| 2015-2016 | エル・チョクロ 作曲：アンヘル・ビジョルド 振付：ローリー・ニコル                                                                | バレエ『火の鳥』より 作曲：イーゴリ・ストラヴィンスキー 振付：ローリー・ニコル                                                                                             | I Was Here ボーカル：ビヨンセMaybe This Time ボーカル：クリスティン・チェノウェス、リア・ミシェル                                     |
| 2014-2015 | ピアノ協奏曲 作曲：エドヴァルド・グリーグ 振付：ローリー・ニコル                                                                | ミュージカル『オペラ座の怪人』より ファンタジア Wishing You Were Somehow Here Again 作曲：アンドルー・ロイド・ウェバー ボーカル：サラ・ブライトマン 振付：ローリー・ニコル | シェイク・イット・オフ ボーカル：テイラー・スウィフトレット・イット・ゴー ボーカル：イディナ・メンゼルI Was Here ボーカル：ビヨンセ   |
| 2013-2014 | 3つの前奏曲 作曲：ジョージ・ガーシュウィン 振付：マリナ・ズエワピアノ協奏曲 作曲：エドヴァルド・グリーグ 振付：ローリー・ニコル | バレエ『眠れる森の美女』より 作曲：ピョートル・チャイコフスキー 振付：マリナ・ズエワ、オレグ・エスプタイン                                                                 | All That Jazz 映画『シカゴ』より 作曲：ジョン・カンダー 振付：シンディ・スチュアートレット・イット・ゴー ボーカル：イディナ・メンゼル |
| 2012-2013 | ヘルナンドの隠れ家 作曲：ジェリー・ロス、リチャード・アドラー 振付：スコット・ブラウン                                          | 映画『ライフ・イズ・ビューティフル』より 作曲：ニコラ・ピオヴァーニ 振付：スコット・ブラウン                                                                               | The Show ボーカル：レンカGirl On Fire ボーカル：アリシア・キーズ                                                                      |
| 2011-2012 | 金平糖の精の踊り バレエ『くるみ割り人形』より 作曲：ピョートル・チャイコフスキー 演奏：ディーヴァエーションズ・プロジェクト     | 映画『ミッション』より 映画『アンタッチャブル』より 作曲：エンニオ・モリコーネ                                                                                             | The Show ボーカル：レンカ |

## 主な出演

### テレビドラマ
- せいせいするほど、愛してる 第1話（2016年7月12日、TBS） - 本人 役[22]

### CM
- コーセー「INFINITY」（2016年）[23]